# Psoralidium
Psoralidium là một chi thực vật có hoa thuộc họ Fabaceae. Nó thuộc phân họ Faboideae.
Loài gồm có:
- Psoralidium junceum
- Psoralidium lanceolatum
- Psoralidium tenuiflorum

## Hình ảnh

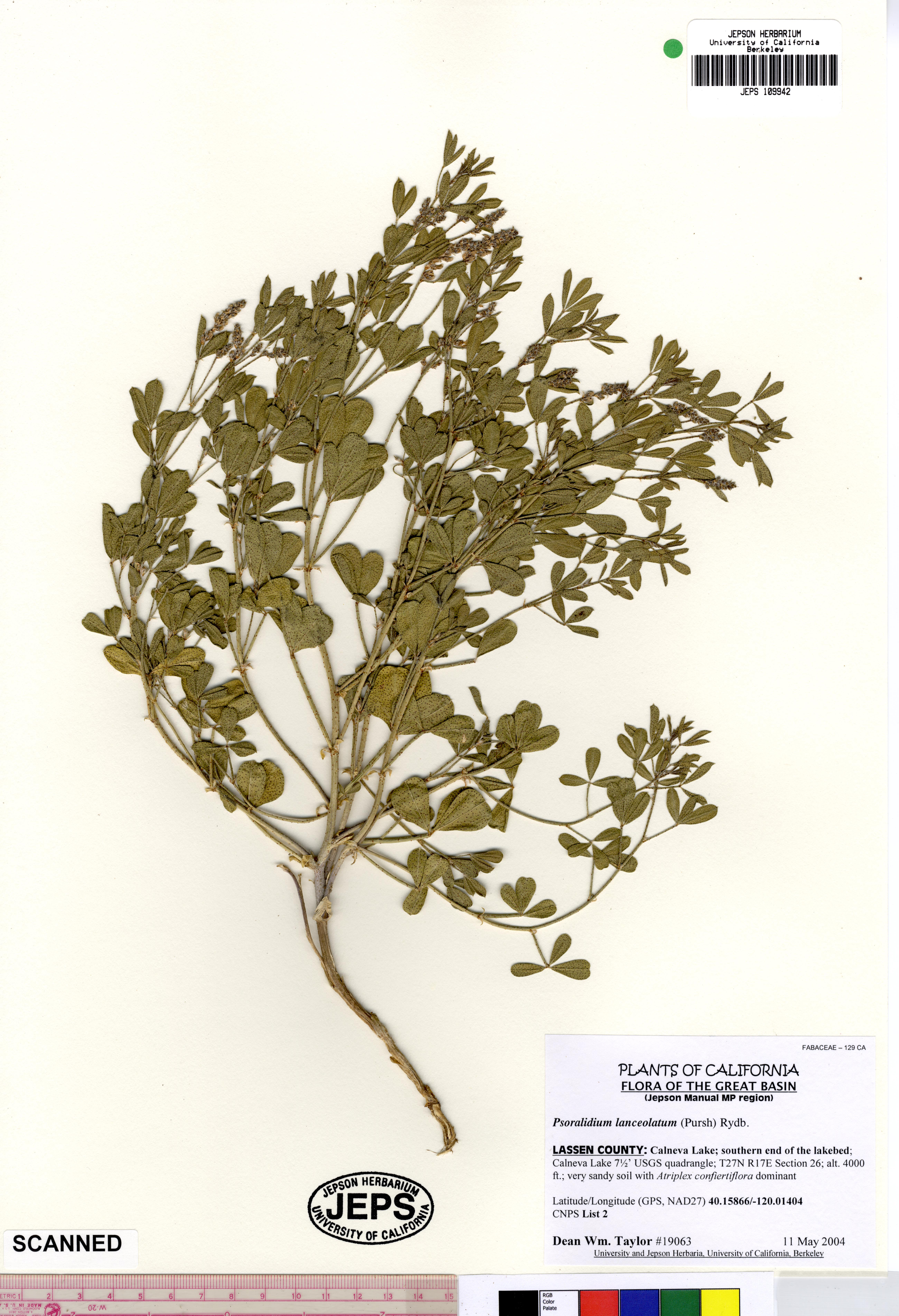